# بوب بيرغن
بوب بيرغن (بالإنجليزية: Bob Bergen)‏ (و. 1964  م) هو مؤدي أصوات، ومقدم تلفزيوني أمريكي، ولد في سانت لويس، بدأ مشواره المهني سنة 1980.

## وصلات خارجية
- بوب بيرغن في قاعدة بيانات الأفلام على الإنترنت